# Grand-Rozoy

Grand-Rozoy este o comună în departamentul Aisne din nordul Franței. În 1 ianuarie 2022 avea o populație de 299 de locuitori.